# 히쿠마정
히쿠마정(曳馬町)은 시즈오카현 하마나군에 속했던 정이다.
현재의 하마마쓰시 나카구에 해당한다. 1983년 9월에 주거지로 표시되어 현재의 히키마 1정목 - 6정목으로 바뀌었으며. 주로 주택가이다.

## 역사
- 1889년 - 정촌제 시행에 의해 후치군 히키마시모정이 성립하였다.
- 1896년 - 군 통합에 의해 하마나군 히키마시모정이 되었다.
- 1934년 - 히쿠마정으로 개칭되었다.
- 1936년 - 하마마쓰시에 편입해, 동일 히쿠마정은 폐지되었다.

## 교통

### 철도
- 엔슈 전기철도(현 엔슈철도)
  - 후타마타선 (현 엔슈 철도 철도선
- 하마마쓰 철도
  - 하마마쓰 철도선 (현재의 [[엔슈 철도 철도선])

## 참고문헌
- 『가도카와 일본 지명 대사전 22 静岡県』。